# Lei Jun
Lei Jun (chiń. trad. 雷軍, chiń. upr. 雷军, ur. 16 grudnia 1969 w Xiantao) – chiński przedsiębiorca, założyciel firmy Xiaomi.

## Życiorys
W 1987 roku Lei Jun ukończył szkołę średnią w Mianyang i rozpoczął studia na Uniwersytecie w Wuhanie, gdzie zaliczył wszystkie egzaminy w ciągu dwóch lat i ukończył studia informatyczne. Uruchomił też swoją pierwszą firmę w ostatnim roku studiów w college’u.
W 1992 roku Lei wstąpił do firmy Kingsoft jako inżynier, zostając prezesem firmy w 1998 roku i prowadził ją do IPO. 20 grudnia 2007 roku z powodów zdrowotnych zrezygnował z funkcji prezesa i dyrektora generalnego Kingsoft. W 2011 roku powrócił do Kingsoftu jako przewodniczący.
W 2000 roku Lei założył Joyo.com, księgarnię internetową, która w 2004 roku została sprzedana Amazonowi za kwotę 75 mln USD.
Po rezygnacji z Kingsoft, Lei stał się znany jako inwestor w Chinach, inwestując w ponad 20 przedsiębiorstw, w tym Vancl.com, UCWeb i platformę społecznościową YY. W 2008 roku został przewodniczącym UCWeb. Kontynuuje inwestycje w firmy z branży handlu elektronicznego, sieci społecznościowych i branży mobilnej za pośrednictwem firmy Shunwei Capital (chiń.: 顺 为 资本), firmy inwestycyjnej, której był partnerem założycielskim.
W 2013 roku Lei Jun został mianowany delegatem Narodowego Kongresu Ludowego.

### Xiaomi
6 kwietnia 2010 roku Lei Jun założył firmę Xiaomi Inc, firmę zajmującą się technologiami, która produkuje smartfony, aplikacje mobilne i inną elektronikę użytkową. Jej współfundatorzy to Lin Bin, wiceprezes Google China Institute of Engineering; Dr Zhou Guangping, starszy dyrektor Centrum R & D Motorola w Pekinie; Liu De, kierownik działu wzornictwa przemysłowego na Uniwersytecie Nauki i Technologii w Pekinie; Li Wanqiang, Dyrektor Generalny Kingsoft Dictionary; Wong Kong-Kat, główny kierownik ds. Rozwoju; i Hong Feng, starszy menedżer produktu w Google China.
Firma stworzyła zróżnicowane portfolio produktów: telefony, tablety, telewizory, routery, powerbanki, słuchawki, oczyszczalnie powietrza i wody, odkurzacze i skutery.
Pod koniec 2014 roku Xiaomi zarobiło ponad 1 miliard USD i zostało wycenione na 45 miliardów USD.
Lei Jun i jego firma zainwestowali już w ponad 70 firmach założycielskich, aby pomóc Xiaomi Inc. rozwijać ekosystem.
Lei Jun podczas premiery Xiaomi Mi 6x obiecał, że firma nie będzie zarabiać więcej niż 5% na urządzeniach.

## Uznanie
Działalność firmy Lei Juna została doceniona przez wiele nagród branżowych. W 1999, 2000 i 2002 roku został nazwany Top 10 IT Figure in China. Wybrany przez China Central Television jako jeden z 10 najlepszych liderów branży w 2012 roku; W 2013 roku został uznany za jednego z 11 najbardziej utalentowanych ludzi biznesu w Azji przez „Fortune”. W 2014 roku został mianowany Biznesmenem Roku przez „Forbes Asia”.
W 2015 roku stał się on czwartym najbogatszym człowiekiem w Chinach, jego majątek oszacowano na 1,32 mld USD netto.
W 1998 roku został mianowany honorowym profesorem na uniwersytecie w Wuhanie, jego uczelni, gdzie również ustanowiono stypendium jego imienia.

## Życie osobiste
Jest żonaty i ma dwoje dzieci.